# Kansler för College of William & Mary
Kansler för The College of William & Mary (Chancellor of The College of William & Mary) är ett för det amerikanska systemet unikt universitetskanslersämbete med anor från den engelska (senare brittiska) kolonialtiden. Kanslern är universitetets ceremoniella överhuvud och utses av styrelsen, Board of Visitors. Kanslern skall ej förväxlas med rektorsämbetet (President of the College of William & Mary) trots att chancellor vid övriga amerikanska universitet vanligtvis är ett rektorsämbete, om rektorn inte kallas president, som vid William & Mary, eller någonting annat. Vid William & Mary används kanslerstiteln i dess brittiska bemärkelse. Ämbetet var vakant i långa perioder men har varit kontinuerligt tillsatt sedan 1986.
Vid grundandet år 1693 utsågs biskopen av London Henry Compton till kansler. Under den koloniala perioden befann sig kanslern i London och fungerade som en länk mellan kolonin Virginia och monarken, regeringen samt Engelska kyrkan.Det ceremoniella ämbetet innehas sedan februari 2012 av Robert Gates. Efter USA:s självständighet har universitetet haft endast en brittisk kansler, nämligen Margaret Thatcher. Oljemålningen föreställande Thatcher, målad av porträttmålaren Nelson Shanks, hänger på väggen i en av universitetsbyggnaderna, Sir Christopher Wren Building.

## Lista över kanslerer för The College of William & Mary
| Bild | Namn            | Tillträdde | Avgick | Övrigt                   |
| ---- | --------------- | ---------- | ------ | ------------------------ |
|      | Henry Compton   | 1693       | 1700   | biskop av London         |
|      | Thomas Tenison  | 1700       | 1707   | ärkebiskop av Canterbury |
|      | Henry Compton   | 1707       | 1713   | biskop av London         |
|      | John Robinson   | 1714       | 1721   | biskop av London         |
|      | William Wake    | 1721       | 1729   | ärkebiskop av Canterbury |
|      | Edmund Gibson   | 1729       | 1736   | biskop av London         |
|      | William Wake    | 1736       | 1737   | ärkebiskop av Canterbury |
|      | Edmund Gibson   | 1737       | 1748   | biskop av London         |
|      | Thomas Sherlock | 1748       | 1761   | biskop av London         |
|      | Thomas Hayter   | 1762       | 1762   | biskop av London         |
|      | Charles Wyndham | 1762       | 1763   | earl av Egremont         |
|      | Philip Yorke    | 1764       | 1764   | earl av Hardwicke        |
|      | Richard Terrick | 1764       | 1776   | biskop av London         |

| Bild | Namn                | Tillträdde | Avgick    | Övrigt                                       |
| ---- | ------------------- | ---------- | --------- | -------------------------------------------- |
|      | George Washington   | 1788       | 1789      | USA:s president 1789–1797                    |
|      | John Tyler          | 1859       | 1862      | USA:s president 1841–1845                    |
|      | Hugh Blair Grigsby  | 1871       | 1881      | historiker                                   |
|      | John Stewart Bryan  | 1942       | 1944      | rektor för William & Mary 1934–1942          |
|      | Colgate Darden      | 1946       | 1947      | Virginias guvernör 1942–1946                 |
|      | Alvin Duke Chandler | 1962       | 1974      | rektor för William & Mary 1951–1960          |
|      | Warren Burger       | 1986       | 1993      | chefsdomare i USA:s högsta domstol 1969–1986 |
|      | Margaret Thatcher   | 1993       | 2000      | Storbritanniens premiärminister 1979–1990    |
|      | Henry Kissinger     | 2000       | 2005      | USA:s utrikesminister 1973–1977              |
|      | Sandra Day O'Connor | 2005       | 2012      | domare vid USA:s högsta domstol 1981–2006    |
|      | Robert Gates        | 2012       | nuvarande | USA:s försvarsminister 2006–2011             |